# Histoire de la marine française

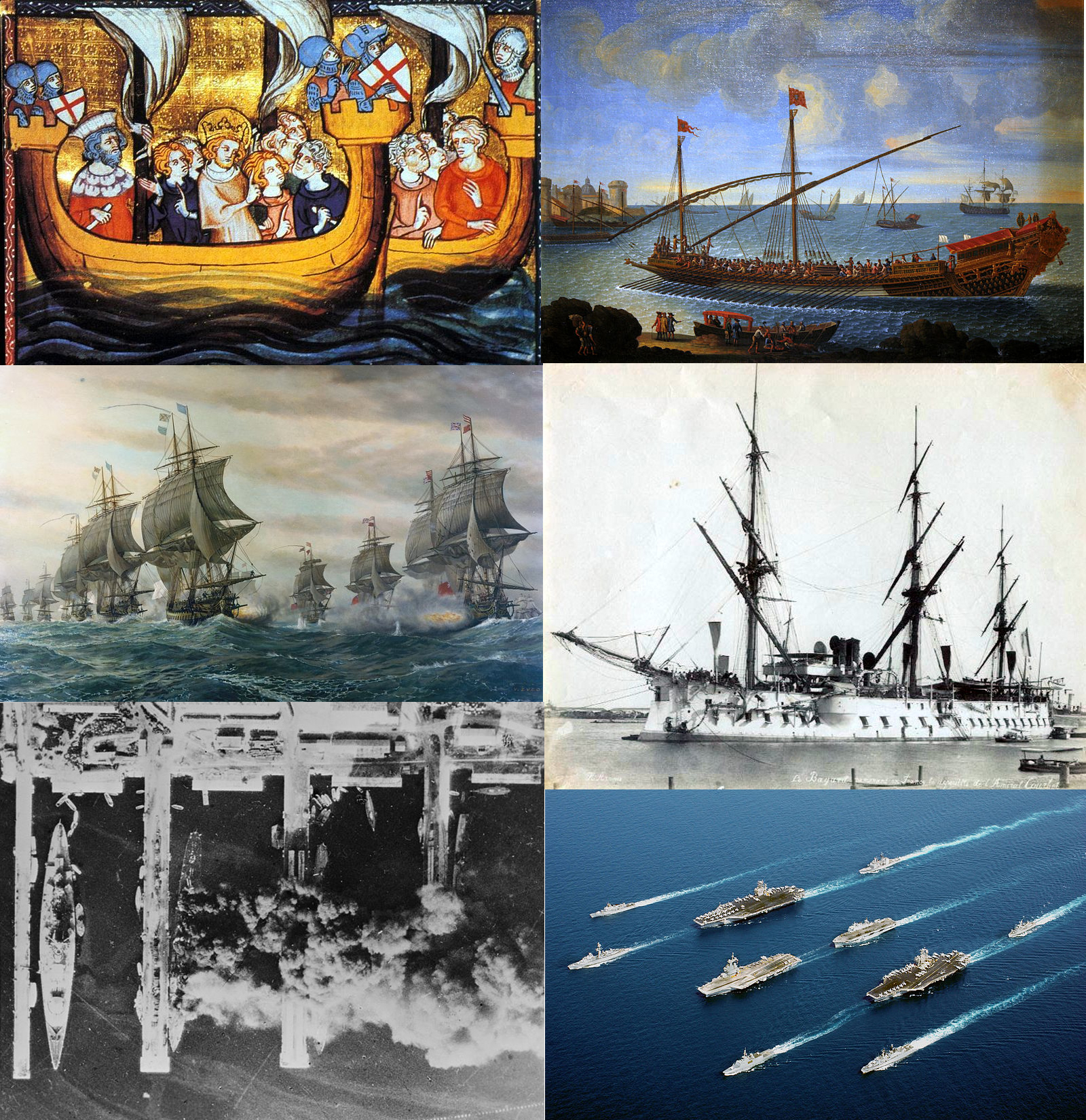
La marine française à différentes époques.

L'histoire de la marine française couvre la période du XIIIe siècle au XXIe siècle. Elle est marquée par une alternance de hauts et de bas, la marine française rencontrant au cours de son histoire trois difficultés majeures qui jalonnent son évolution :
- l'existence de deux façades maritimes, donc la nécessité d'entretenir deux flottes et de partager les moyens entre la mer Méditerranée (flotte du Levant) et l'océan Atlantique (flotte du Ponant) ;
- la prédominance des contraintes stratégiques sur le continent européen, et donc une priorité à la fois financière et politique donnée aux forces terrestres ;
- par conséquent, une certaine carence de l'administration française qui n'a pas toujours vu l'importance de la puissance maritime, ni compris qu'une marine nécessitait un effort à long terme, d'où une succession d'époques brillantes, de désastres et de sursauts.

Si on peut situer les origines de la marine de guerre française sous le règne de Philippe Auguste, ce n'est que sous Richelieu qu'une organisation de celle-ci a pu être observée.
Il y a quatre grandes périodes dans l'histoire de la marine française :
1. la constitution d'une véritable marine d'État, sous le règne de Louis XIII, grâce à l'administration de Richelieu, suivie de la ruine de celle-ci en raison des troubles de la Fronde ;
2. une période particulièrement brillante sous le règne de Louis XIV, grâce notamment à la politique de Colbert, qui est mise en sommeil sous la Régence et la première partie du règne de Louis XV, la monarchie cherchant à maintenir une politique de paix avec l'Angleterre. Ce défaut de continuité aboutit aux défaites de la guerre de Sept Ans et à la perte du premier empire colonial français ;
3. une renaissance, amorcée sous Choiseul, dont l’effort est poursuivi par Sartine puis Castries, soutenus par des amiraux de valeur (notamment Guichen, La Motte-Picquet, de Grasse et Suffren) et qui aboutit sous Louis XVI à quelques grandes victoires sur la marine britannique pendant la guerre d'indépendance des États-Unis. Ce sursaut est de courte durée et la marine est ruinée pendant la Révolution et l'Empire, permettant au Royaume-Uni d'acquérir la suprématie navale pour plus d'un siècle ;
4. après 1815, la flotte française reste de facto la deuxième du monde jusque vers 1880 avant d'être fortement concurrencée par de nouvelles venues comme les flottes allemande, américaine ou japonaise. Elle connaît des périodes fastes, comme sous Napoléon III et au cours de la période 1925-1939, où les gouvernements français se soucient de développer une flotte puissante. Celle-ci combat efficacement, notamment lors de la campagne de Norvège ; mais à la suite de la défaite de 1940, elle est en majeure partie détruite, par exemple au sabordage en 1942 à Toulon, tandis que les Forces navales françaises libres continuent le combat.

« La France n'a pas eu beaucoup de raisons d'avoir honte de sa marine de guerre. La marine française, à juste titre, peut avoir quelque raison d'avoir honte de la France. »

— H. E. Jenkins